# Pic Shumard
Le pic Shumard (anglais : Shumard Peak) est un sommet des montagnes Guadalupe, aux États-Unis. Il culmine à 2 626 mètres d'altitude dans le comté de Culberson, au Texas. Il est protégé au sein du parc national des Guadalupe Mountains et de la Guadalupe Mountains Wilderness.